# Žabnjačka kornjašica
Žabnjačka kornjašica (Žabnjačka kornjačnica, lat. Baldellia ranunculoides), biljna vrsta iz porodice žabočunovki (Alismataceae), nekada klasificirana rodu žabočun (Alisma), a danas u rod kornjašica ili baldelija.
To je močvarna ili vodena trajnica raširena uz atlantsku i baltičku obalu zapadne, sjeverne Europe, te u Mediteranu (ukjljučujući Tursku i sjevernu Afriku). Stabljika je uspravna i izraste do 10 cm iznad površine vode. Svaka stabljika ima jednu ili dvije štitaste cvati s do pet cvjetova svaki, a često samo jedan s tri latice. U vrijeme kada ne cvate lako ga se može zamijeniti s vrstom Ranunculus flammula (vatreni ili močvarni žabnjak).
U Hrvatskoj je strogo zaštićena.
Postoje dvije podvrste:
1. Baldellia ranunculoides var. ranunculoides
2. Baldellia ranunculoides var. tangerina (Pau) J.Rocha, Crespí, García-Barriuso, R.Almeida

## Sinonimi
- Alisma ranunculoides L.[1]
- Echinodorus ranunculoides (L.) Engelm.[1]
- Sagittaria ranunculodes (L.) Kuntze, nom. illeg.[1]